# (127) Johanna
(127) Johanna ist ein Asteroid des mittleren Hauptgürtels, der am 5. November 1872 vom französischen Astronomen Prosper-Mathieu Henry am Pariser Observatorium entdeckt wurde.
Der Asteroid wurde wahrscheinlich benannt nach Jeanne d’Arc (1412–1431), Heilige und französische Nationalheldin.

## Wissenschaftliche Auswertung
Mit dem Satelliten Midcourse Space Experiment (MSX) wurden 1996 bis 1997 im Rahmen der Infrared Minor Planet Survey (MIMPS) Daten erhalten, aus denen für (127) Johanna Werte für den mittleren Durchmesser und die Albedo im sichtbaren Bereich von 123,4 km bzw. 0,06 bestimmt wurden. Radarastronomische Untersuchungen am Arecibo-Observatorium vom 4. bis 10. Februar 2002 bei 2,38 GHz ergaben einen effektiven Durchmesser von 117 ± 21 km. Eine Auswertung von Beobachtungen durch das Projekt NEOWISE im nahen Infrarot führte 2012 zu vorläufigen Werten von 129,2 km bzw. 0,04. Nach der Reaktivierung von NEOWISE im Jahr 2013 und Registrierung neuer Daten wurden die Werte 2015 zunächst mit 106,4 km bzw. 0,05 angegeben und dann 2016 korrigiert zu 106 bis 115 km bzw. 0,03 bis 0,04, diese Angaben beinhalten aber alle hohe Unsicherheiten.
Eine spektroskopische Untersuchung von 820 Asteroiden zwischen November 1996 und September 2001 am La-Silla-Observatorium in Chile ergab für (127) Johanna eine taxonomische Klassifizierung als Caa- bzw. Ch-Typ.
Bei einer Suche nach roten Zwergen an der Außenstelle Piszkéstető des Konkoly-Observatoriums in Ungarn wurde auf einer photographischen Aufnahme vom 6. November 1982 die Spur eines Asteroiden entdeckt, der später als (127) Johanna identifiziert wurde. Eine Auswertung der Spur zeigte Helligkeitsschwankungen, die durch eine Rotation mit einer Periode von 45 Minuten oder 1,5 Stunden verursacht worden sein könnten. Dies hätte eine der kürzesten bekannten Rotationsperioden eines Asteroiden bedeutet. Auf diese Information hin erfolgte am Table Mountain Observatory in Kalifornien erstmals eine photometrische Beobachtung des Asteroiden während nur einer Nacht am 8. Januar 1983. Die aufgezeichnete Lichtkurve, die etwa die Hälfte eines normalen Rotationszyklus abzudecken schien, reichte aus, um das Gerücht zu widerlegen und wies stattdessen auf eine normale Periode von etwa 11 Stunden hin. Weitere Lichtkurven wurden vom 29. Oktober bis 8. Dezember 1991 wieder an der Außenstelle Piszkéstető des Konkoly-Observatoriums aufgezeichnet. Aus den bruchstückhaften Kurven wurde nun eine wahrscheinliche Rotationsperiode von 6,94 h und eine prograde Rotation abgeleitet.

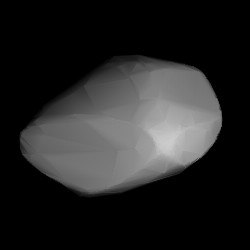
Berechnetes 3D-Modell von (127) Johanna

Aus archivierten Lichtkurven und neuen photometrischen Messungen aus dem Zeitraum 1997 bis 2011 an verschiedenen Observatorien, wie dem Observatoire de Château-Renard in den französischen Alpen, dem Observatorium Borówiec in Polen, dem Blauvac-Observatorium in Südfrankreich und dem South African Astronomical Observatory (SAAO) konnte in einer Untersuchung von 2012 zunächst für die Rotationsperiode ein sicherer Wert von 12,7976 h bestimmt werden, wodurch die früheren Unsicherheiten darüber geklärt werden konnten. Ein Versuch, aus den Daten mit der Methode der konvexen Inversion ein Gestaltmodell für den Asteroiden zu berechnen, scheiterte zunächst. Erst als alle Daten aus 1991 und 1997 verworfen wurden, gelang dies sofort. Das endgültige Ergebnis führte zur Bestimmung einer Rotationsperiode von 12,79954 h sowie zu Gestaltmodellen für zwei alternative Positionen der Rotationsachse mit einer retrograden Rotation. Der Vergleich mit Beobachtungsdaten einer Sternbedeckung durch (127) Johanna am 8. Februar 2006 ergab zwar übereinstimmende Konturen für die berechneten Gestaltmodelle, es konnte aber daraus keine Entscheidung für eine der beiden alternativen Rotationsachsen getroffen werden. Für den äquivalenten Durchmesser wurden daraus Werte von 116 ± 14 bzw. 108 ± 10 km abgeleitet.
Zwischen 2012 und 2018 wurden mit der All-Sky Automated Survey for Supernovae (ASAS-SN) auch photometrische Daten von 20.000 Asteroiden aufgezeichnet. Auf mehr als 5000 davon konnte erfolgreich die Methode der konvexen Inversion angewendet werden, darunter auch (127) Johanna, für die in einer Untersuchung von 2021 ein verbessertes dreidimensionales Gestaltmodell für eine Rotationsachse mit retrograder Rotation und einer Periode von 12,7994 h berechnet wurde.
Abschätzungen von Masse und Dichte für den Asteroiden (127) Johanna aufgrund von gravitativen Beeinflussungen auf Testkörper hatten in einer Untersuchung von 2012 zu einer Masse von etwa 3,08·1018 kg geführt, was mit einem angenommenen Durchmesser von etwa 116 km zu einer Dichte von 3,75 g/cm³ führte bei keiner Porosität. Diese Werte besitzen allerdings eine Unsicherheit im Bereich von ±44 %.